# Dipodomys nitratoides
Dipodomys nitratoides је врста глодара из породице кенгур-пацова (Heteromyidae).

## Распрострањење
Ареал врсте је ограничен на једну државу. Сједињене Америчке Државе су једино познато природно станиште врсте.

## Станиште
Станишта врсте су травна вегетација, речни екосистеми и пустиње.

## Начин живота
Врста се коти до три пута годишње. Врста Dipodomys nitratoides прави подземне пролазе.

## Угроженост
Ова врста се сматра рањивом у погледу угрожености врсте од изумирања.